# Sarah Bowen
Sarah Bowen (Geelong, Australia, 15 de abril de 1984), es una nadadora paralímpica australiana. Nació en Geelong con acondroplasia. Compitió en cuatro eventos en los Juegos Paralímpicos de Atenas 2004 y ganó una medalla de oro en la prueba femenina de 100 metros braza SB6, por la que recibió una medalla del Orden de Australia. En los Juegos Paralímpicos de Pekín 2008, compitió en tres eventos y ganó una medalla de plata en la prueba femenina de 100 metros braza SB6.
En los Campeonatos Mundiales de Natación del IPC, ganó una medalla de oro en los 100 m de braza SB56 y en los 4 x 100 m de relevos de Medley (#4 puntos) en 2002 y una medalla de plata en los 100 m de braza SB6 en 2006.
De 2002 a 2008, fue becaria de natación paralímpica del Instituto Australiano de Deportes. Fue entrenada en el Club Acuático de la ciudad de Geelong por Lucky Weerakkody con Daniel Bell.

En 2004, recibió el premio McHugh-Henderson por sus destacadas actuaciones en el deporte de la natación. El premio se otorga anualmente por la organización Short Statured People of Australia [SSPA].